# NBL 1994
Die NBL 1994 war die 16. Austragung der australasischen National Basketball League. Die mit vierzehn Teams aus Australien ausgetragene Meisterschaft begann am 7. April 1994 und endete am 28. Oktober 1994. Im Finale konnte sich die North Melbourne Giants in der Best-of-three-Serie gegen die Adelaide 36ers in drei Spielen durchsetzen und damit ihren zweiten Meistertitel erringen.

## Modus
Jedes Team trägt in der regulären Saison 13 Heim- und Auswärtsspiele aus. Die Spielzeit beträgt 4 × 12 Minuten. Die in der Endtabelle auf den Plätzen 1 bis 8 stehenden Teams qualifizieren sich für das Playoff-Viertelfinale. In diesem spielt der erste gegen den achten, der zweite gegen den siebten, der dritte gegen den sechsten und der vierte gegen den fünften. Die Sieger qualifizieren sich für das Halbfinale, in dem das bestgesetzte Team gegen das am nriedrigsten gesetzte Team spielt. Die beiden Sieger ziehen ins Finale ein. In allen Runden gilt der best of three-Modus.

## Mannschaften
| Mannschaft                 | Stadt                                  | Austragungsort                          | Plätze | Trainer        |
| -------------------------- | -------------------------------------- | --------------------------------------- | ------ | -------------- |
| Adelaide 36ers             | Adelaide, South Australia              | Clipsal Powerhouse                      | 8.000  | Mike Dunlap    |
| Brisbane Bullets           | Brisbane, Queensland                   | Brisbane Entertainment Centre           | 13.500 | Bruce Palmer   |
| Canberra Cannons           | Canberra, Australian Capital Territory | AIS Arena                               | 5.200  | Barry Barnes   |
| Geelong Supercats          | Geelong, Victoria                      | Geelong Arena                           | 2.000  | Jim Calvin     |
| Gold Coast Rollers         | Gold Coast, Queensland                 | Carrara Indoor Stadium                  | 2.992  | Dave Claxton   |
| Hobart Tassie Devils       | Hobart Tasmania                        | Derwent Entertainment Centre            | 5.400  | Bill Tomlinson |
| Illawarra Hawks            | Wollongong, New South Wales            | Illawarra Basketball Stadium            | 2.000  | Alan Black     |
| Melbourne Tigers           | Melbourne, Victoria                    | National Tennis Centre at Flinders Park | 15.400 | Lindsay Gaze   |
| Newcastle Falcons          | Newcastle, New South Wales             | Newcastle Entertainment Centre          | 4.658  | Tom Wiseman    |
| North Melbourne Giants     | Melbourne, Victoria                    | The Glass House                         | 7.200  | Brett Brown    |
| Perth Wildcats             | Perth, Western Australia               | Perth Entertainment Centre              | 8.200  | Adrian Hurley  |
| South East Melbourne Magic | Melbourne, Victoria                    | National Tennis Centre at Flinders Park | 15.400 | Brian Goorjian |
| Sydney Kings               | Sydney, New South Wales                | Sydney Entertainment Centre             | 12.500 | Bob Turner     |
| Townsville Suns            | Townsville, Queensland                 | Townsville Entertainment Centre         | 5.257  | Mark Bragg     |

## Tabelle
Abschlusstabelle nach Ende der Hauptrunde
- Für das Play-off Viertelfinale qualifiziert

| Pl.  | Team                   | Spiele | Siege | Niederlagen | Siegquote | Punkte+ | Punkte- | Punktedifferenz | Heimbilanz | Auswärtsbilanz |
| ---- | ---------------------- | ------ | ----- | ----------- | --------- | ------- | ------- | --------------- | ---------- | -------------- |
| 01.  | Melbourne Tigers       | 26     | 19    | 7           | 73,08 %   | 2925    | 2811    | +114            | 12:1       | 7:6            |
| 02.  | North Melbourne Giants | 26     | 19    | 7           | 73,08 %   | 2814    | 2530    | +284            | 9:4        | 10:3           |
| 03.  | S.E. Melbourne Magic   | 26     | 18    | 8           | 69,23 %   | 2897    | 2591    | +306            | 11:2       | 7:6            |
| 04.  | Adelaide 36ers         | 26     | 18    | 8           | 69,23 %   | 2696    | 2412    | +284            | 10:3       | 8:5            |
| 05.  | Brisbane Bullets       | 26     | 18    | 8           | 69,23 %   | 3001    | 2837    | +164            | 9:4        | 9:4            |
| 06.  | Perth Wildcats         | 26     | 16    | 10          | 61,54 %   | 2654    | 2561    | +83             | 10:3       | 6:7            |
| 07.  | Sydney Kings           | 26     | 16    | 10          | 61,54 %   | 2652    | 2564    | +88             | 10:3       | 6:7            |
| 08.  | Illawarra Hawks        | 26     | 13    | 13          | 50,00 %   | 2473    | 2571    | −98             | 8:5        | 5:8            |
| 09.  | Newcastle Falcons      | 26     | 13    | 13          | 50,00 %   | 2643    | 2634    | +9              | 7:6        | 6:7            |
| 010. | Gold Coast Rollers     | 26     | 10    | 16          | 38,46 %   | 2467    | 2501    | −34             | 7:6        | 3:10           |
| 011. | Canberra Cannons       | 26     | 7     | 19          | 26,92 %   | 2507    | 2777    | −270            | 5:8        | 2:11           |
| 012. | Geelong Supercats      | 26     | 7     | 19          | 26,92 %   | 2752    | 2895    | −143            | 4:9        | 3:10           |
| 013. | Townsville Suns        | 26     | 6     | 20          | 23,08 %   | 2505    | 2949    | −444            | 3:10       | 3:10           |
| 014. | Hobart Tassie Devils   | 26     | 2     | 24          | 7,69 %    | 2470    | 2823    | −353            | 2:11       | 0:13           |

## Play-offs

### Modus
Die in der Endtabelle auf den Plätzen 1 bis 8 stehenden Teams qualifizieren sich für das Playoff-Viertelfinale. In diesem spielt der erste gegen den achten, der zweite gegen den siebten, der dritte gegen den sechsten und der vierte gegen den fünften. Die Sieger qualifizieren sich für das Halbfinale, in dem das bestgesetzte Team gegen das am nriedrigsten gesetzte Team spielt. Die beiden Sieger ziehen ins Finale ein. In allen Runden gilt der best of three-Modus.

### Spiele
|  | Viertelfinale | Viertelfinale        | Viertelfinale        | Viertelfinale | Viertelfinale |                        |     | Halbfinale             | Halbfinale | Halbfinale | Halbfinale | Halbfinale |  |  | Finale | Finale | Finale | Finale | Finale |
|  |               |                      |                      |               |               |                        |     |                        |            |            |            |            |  |  |        |        |        |        |        |
|  | 1             | Melbourne Tigers     | 107                  | 119           |               |                        |     |                        |            |            |            |            |  |  |        |        |        |        |        |
|  | 8             | Illawarra Hawks      | 85                   | 83            |               |                        |     |                        |            |            |            |            |  |  |        |        |        |        |        |
|  | 8             | Illawarra Hawks      | 85                   | 83            | 1             | Melbourne Tigers       | 88  | 101                    |            |            |            |            |  |  |        |        |        |        |        |
|  |               |                      |                      |               |               | Melbourne Tigers       | 88  | 101                    |            |            |            |            |  |  |        |        |        |        |        |
|  |               | 4                    | Adelaide 36ers       | 101           | 110           |                        |     |                        |            |            |            |            |  |  |        |        |        |        |        |
|  | 4             | 4                    | Adelaide 36ers       | 101           | 110           | Adelaide 36ers         | 105 | 99                     | 101        |            |            |            |  |  |        |        |        |        |        |
|  | 4             |                      |                      |               |               |                        | 105 | 99                     | 101        |            |            |            |  |  |        |        |        |        |        |
|  | 5             | Brisbane Bullets     | 116                  | 91            | 84            |                        |     |                        |            |            |            |            |  |  |        |        |        |        |        |
|  |               |                      |                      |               |               |                        | 2   | North Melbourne Giants | 95         | 117        |            |            |  |  |        |        |        |        |        |
|  |               | 3                    | Adelaide 36ers       | 93            | 97            |                        |     |                        |            |            |            |            |  |  |        |        |        |        |        |
|  | 3             | S.E. Melbourne Magic | 113                  | 100           |               |                        |     |                        |            |            |            |            |  |  |        |        |        |        |        |
|  | 6             | Perth Wildcats       | 82                   | 86            |               |                        |     |                        |            |            |            |            |  |  |        |        |        |        |        |
|  | 6             | Perth Wildcats       | 82                   | 86            | 2             | North Melbourne Giants | 108 | 79                     |            |            |            |            |  |  |        |        |        |        |        |
|  |               |                      |                      |               |               | North Melbourne Giants | 108 | 79                     |            |            |            |            |  |  |        |        |        |        |        |
|  |               | 3                    | S.E. Melbourne Magic | 87            | 76            |                        |     |                        |            |            |            |            |  |  |        |        |        |        |        |
|  | 2             | 3                    | S.E. Melbourne Magic | 87            | 76            | North Melbourne Giants | 109 | 112                    | 104        |            |            |            |  |  |        |        |        |        |        |
|  | 2             |                      |                      |               |               |                        | 109 | 112                    | 104        |            |            |            |  |  |        |        |        |        |        |
|  | 7             | Sydney Kings         | 131                  | 91            | 95            |                        |     |                        |            |            |            |            |  |  |        |        |        |        |        |

## Individuelle Auszeichnungen
- Most Valuable Player der regulären Saison (Andrew Gaze Trophy): Andrew Gaze (Melbourne Tigers)
- Rookie of the Year: Sam Mackinnon (S.E. Melbourne Magic)
- Best Defensive Player (Damian Martin Trophy): Darren Lucas (S.E. Melbourne Magic)
- Coach of the Year (Lindsay Gaze Trophy): Brett Brown (North Melbourne Giants)
- NBL Most Improved Player: Chris Blakemore (Adelaide 36ers)
- All-NBL First Team:
  - Darryl McDonald (North Melbourne Giants)
  - Andrew Gaze (Melbourne Tigers)
  - Leroy Loggins (Brisbane Bullets)
  - Leon Trimmingham (Sydney Kings)
  - Mark Bradtke (Melbourne Tigers)

- Grand Final Series MVP (Larry Sengstock Medal): Paul Rees (North Melbourne Giants)